# Masacre de Bucha
La masacre de Bucha fue un asesinato de civiles en la ciudad ucraniana de Bucha por parte de las Fuerzas Armadas Rusas, que participaron en la invasión rusa de Ucrania de 2022 y mantuvieron control de la ciudad entre el 27 de febrero y el 31 de marzo de dicho año. Según diversas fuentes ucranianas y occidentales, durante la ocupación rusa del suburbio de Kiev, para el 19 de abril al menos 420 civiles fueron asesinados, algunos de sus cuerpos yacían en las calles.
La masacre fue descubierta y hecha pública tras la retirada de la región de las tropas rusas y tras la llegada de militares ucranianos que habrían limpiado la zona de saboteadores y colaboracionistas rusos. La evidencia fotográfica mostró que los cadáveres de civiles, con las manos atadas a la espalda, habían sido asesinados a quemarropa, lo que aparentemente daba prueba de que se habían llevado a cabo ejecuciones sumarias, que provocaron una fuerte reacción internacional. Las autopsias realizadas posteriormente revelaron, sin embargo, que decenas de víctimas murieron a causa de dardos usados en metralla de artillería.
Ucrania y sus aliados atribuyeron la autoría de los hechos a la 64.ª Brigada de Fusileros Motorizada, comandada por el teniente coronel Azatbek Omurbekov, y acusaron a Rusia de masacres deliberadas. Testigos presenciales culparon a las Fuerzas Armadas de Rusia de los asesinatos. El Gobierno de Ucrania denunció que se trataba de una de las mayores masacres cometidas en Europa desde la Segunda Guerra Mundial.
El gobierno ruso negó cualquier participación de sus soldados en lo ocurrido, acusó al gobierno ucraniano de magnificar los hechos,y solicitó la reunión del Consejo de Seguridad de las Naciones Unidas para debatir lo ocurrido.
Dichas declaraciones de las autoridades rusas fueron consideradas falsas por múltiples organizaciones y medios de comunicación occidentales como Bellingcat, Deutsche Welle, la BBC, Associated Press, Agence France-Presse, y The New York Times. Por su parte, una investigación de Amnistía Internacional documentó 22 casos de ejecuciones extrajudiciales en Bucha por parte de los rusos.
El 7 de abril, la Asamblea General de las Naciones Unidas suspendió a Rusia de su asiento en el Consejo de Derechos Humanos de las Naciones Unidas. Al día siguiente, la Presidente de la Comisión Europea, Ursula von der Leyen acudió al lugar de la masacre para expresar la solidaridad de la Unión Europea.

## Localización
Bucha (en ucraniano y ruso: Бу́ча) es una ciudad de importancia regional de Ucrania perteneciente a la óblast de Kiev. En 2021 tenía una población estimada de 36 971 habitantes.

## Contexto
Como parte de la invasión rusa de Ucrania de 2022, las Fuerzas Armadas de Rusia avanzaron hacia las fronteras entre Ucrania y Bielorrusia con los presuntos objetivos declarados por el gobierno ruso de "liberar" a las repúblicas autoproclamadas del Dombás, "desnazificar" y desmilitarizar el Estado de Ucrania. Uno de los movimientos iniciales fue un avance hacia Kiev, la capital de Ucrania, y junto con una enorme columna de vehículos militares, el ejército ruso se desplazó desde el norte en dirección a dicha ciudad, lo que llevó a una ofensiva en la que las fuerzas rusas ocuparon los suburbios kievitas de Hostomel, Bucha e Irpín, siendo en dicho eje de tres municipios donde se desarrollaron la mayor parte de los enfrentamientos con el ejército ucraniano por el control de la capital.
En marzo de 2022 el alto mando ruso ordenó la retirada general de su ejército del Norte de Ucrania, tras lo cual las fuerzas rusas abandonaron la ciudad de Bucha. Como parte de una retirada general de las fuerzas rusas al norte de Kiev, así como de los ataques del ejército ucraniano, las tropas rusas en el área se enfrentaron y se retiraron hacia el norte. Las fuerzas ucranianas entraron en la ciudad el 1 de abril, entrada durante la cual comenzaron a difundirse en redes sociales imágenes de los territorios desocupados en los que se hacían visibles la presencia de cuerpos humanos dispersos por las calles de la ciudad dentro de los que podían confundirse los restos de combatientes con los de civiles. Tras la acumulación de este tipo de evidencias, el 3 de abril la inteligencia ucraniana, junto con los medios de comunicación de Ucrania, dieron la noticia de haber encontrado decenas de cadáveres y cientos en fosas comunes.

## Masacre

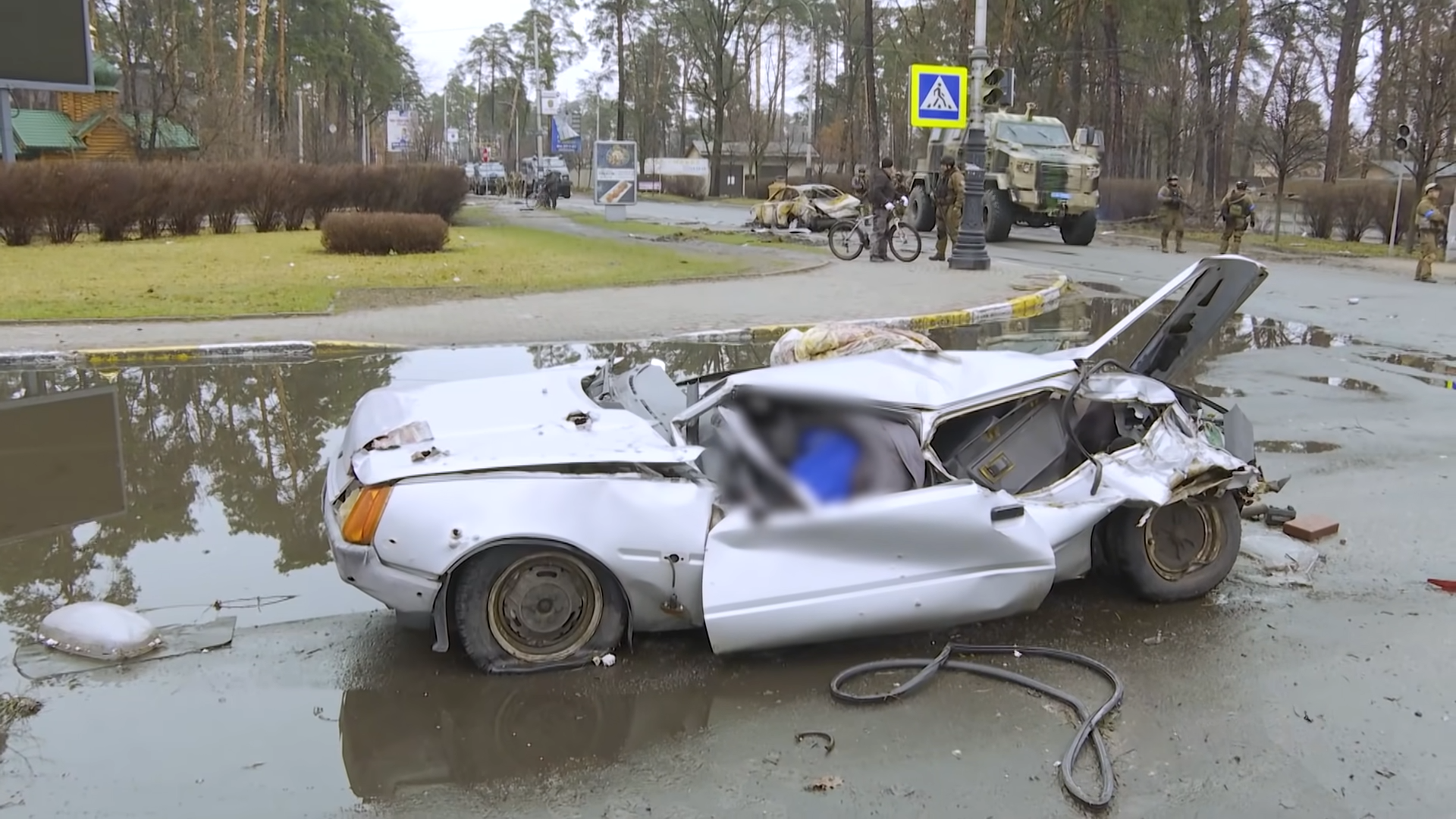
Automóvil destruido en Bucha con un cuerpo en su interior, imagen difundida el 2 de abril de 2022.

Tras la liberación de la ciudad de Bucha, se observan escenarios de violencia bélica, los cuales son denunciados como crímenes de guerra por algunos observadores del conflicto, como el presidente francés Emmanuel Macron y Ursula von der Leyen, Presidente de la Comisión Europea. Se enviaron expertos a Bucha para recopilar pruebas para establecer los hechos e identificar a las víctimas y los culpables. Esta labor de investigación y verificación es necesaria para poder establecer jurídicamente la calificación de crimen de guerra, a la luz de los Convenios de Ginebra y el Estatuto de Roma de la Corte Penal Internacional.
Las imágenes iniciales de la escena se publicaron en las redes sociales el sábado 2 de abril, muestran lo que quedó después de que las tropas rusas se fueran y sus atrocidades contra los habitantes de la localidad. Tras otra retirada a finales de marzo, surgieron también pruebas de numerosos crímenes cometidos por los rusos mientras ocupaban la región. Se difundieron imágenes de dieciocho cuerpos mutilados de hombres, mujeres y niños asesinados que fueron encontrados en un sótano, quienes al parecer habían sido torturados, con evidencias como orejas cortadas y dientes arrancados. Los cadáveres de otros civiles asesinados quedaron en la carretera, a veces enterrados por soldados rusos antes de retirarse.
Los residentes y el alcalde de la ciudad, Anatoly Fedoruk, quien también comparó al evento con la masacre de Srebrenica, confirmaron que habían sido asesinados por las tropas rusas. Muchos de ellos parecían estar realizando sus rutinas diarias. Los cuerpos estaban enteros, lo que indica que les habían disparado. Varios de ellos tenían bolsas de compra o yacían junto a bicicletas, y otros tenían las manos atadas. También recibieron disparos mascotas y otros animales.
El mismo día se encontraron doscientas ochenta personas en una fosa común. Los residentes de Bucha enterraron a cincuenta y siete cadáveres en otra fosa común de un cementerio.
Dieciocho cuerpos mutilados de hombres, mujeres y niños asesinados se encuentran en un sótano. Los cuerpos muestran evidencia de tortura: orejas cortadas y dientes arrancados. Las calles principales están llenas de civiles muertos que quedan en el camino; a varios de los cadáveres les fueron escondidos explosivos entre sus cuerpos por soldados rusos antes de su retirada.
Los civiles indicaron que muchos de los supervivientes se habían estado escondiendo en sus sótanos. Algunos de ellos no tuvieron luz ni electricidad durante semanas, usando velas para calentar agua y cocinar. Salieron de sus escondites, solo cuando quedó claro que los rusos se fueron, dando la bienvenida a la llegada de las tropas ucranianas. El alcalde no fue secuestrado ni ejecutado.
La evidencia parecía indicar que los rusos habían seleccionado a hombres civiles y los habían asesinado de manera organizada, con muchos de sus cuerpos en particular, encontrados muertos con las manos atadas a la espalda. Anatoly Fedoruk aseguró que habían recibido un disparo en la nuca.
También se encontraron cuerpos de mujeres muertas y desnudas, y los rusos, sin éxito, intentaron quemar los cuerpos. Los residentes indicaron que los civiles habían recibido disparos en sus automóviles mientras conducían, con dos vehículos conduciendo juntos, asediados por fuego de ametralladora desde un vehículo blindado, con solo dos supervivientes. Las tropas rusas prohibieron a los familiares retirar los cadáveres.
Los civiles recibían disparos al salir de sus casas, los soldados rusos disparaban a las ventanas al azar y robaban ropa para su propio uso. El 4 de marzo, tres civiles desarmados murieron al llevar comida a un refugio de perros.

### Violaciones de mujeres y niños
Además de informes similares de todas las áreas de Ucrania ocupadas por las tropas rusas, en las que hubo denuncias de violaciones sistemáticas de niños y mujeres ucranianos por parte de las tropas rusas, la Comisionada de Derechos Humanos del Parlamento ucraniano, Lyudmyla Denisova, informó que en el contexto de la masacre de Bucha, por ejemplo, alrededor de 25 adolescentes y mujeres de entre 14 y 25 años fueron violadas sistemáticamente mientras estaban recluidas en el sótano de una casa. Como resultado nueve de ellas están embarazadas. Las niñas y mujeres informaron que los soldados rusos les dijeron que violarían a las niñas y mujeres ucranianas hasta el punto de que ya no querían tener contacto sexual con hombres, para que ya no tuvieran hijos ucranianos. Una adolescente de 14 años fue violada por 5 soldados rusos y como resultado quedó embarazada. El ejército ruso utilizó deliberadamente la violación como arma de guerra. Denisova también informó que una mujer fue atada a una mesa en Bucha y obligada a ver cómo los soldados rusos violaban a su hijo de 11 años.
Luego de realizar estas declaraciones Denisova fue desautorizada y removida de sus funciones a instancias de Pavlo Frolov, acusada de expresarse sin pruebas ni evidencias suficientes.

### Fosa común en la Iglesia de San Andrés
El forense ucraniano local, Andrei Kaplisny, ordenó que se cavara una tumba a principios de marzo para ocultar los cuerpos de las personas muertas en las ejecuciones o durante la ocupación de la ciudad por las tropas rusas. Los cuerpos no pudieron ser almacenados en la morgue debido a la falta de electricidad. La fosa estaba ubicada en el patio de la Iglesia de San Andrés. El forense salió de la ciudad el 10 de marzo, entonces había unos 40 cuerpos en la fosa. Algunos de ellos fueron trasladados posteriormente. La tumba tenía la forma de una trinchera larga, de 13,7 metros de largo en el lado occidental de la iglesia, desde la calle Mikołaja Muraszko.

## Saqueos
Diversos testimonios de supervivientes y escuchas telefónicas interceptadas a soldados rusos, así como un vídeo de la cámara de seguridad de una oficina postal en Bielorrusia, han permitido deducir que los atacantes también perpetraron saqueos sistemáticos en viviendas y comercios, tanto en Bucha como en otras zonas cercanas a Kiev. Habrían sido sustraídos todo tipo de bienes, desde joyas, bicicletas, motos, electrodomésticos, juguetes y obras de arte hasta vodka u objetos personales de las víctimas, con el fin de revenderlos o enviarlos a Rusia.

## Autoría
La autoría de la matanza le fue atribuida, entre otros, a la 64.ª Brigada de Fusileros Motorizada, una unidad con sede en Jabárovsk integrada principalmente por militares procedentes de Siberia y Sajá que participó en la toma de la ciudad, y llevó a cabo la ocupación de la misma. Su comandante, el teniente coronel de origen buriato Azatbek Omurbekov, fue considerado el instigador de la masacre, y apodado inmediatamente desde Ucrania como el carnicero de Bucha.
Además, dos unidades de chechenos kadyrovitas, una de la Fuerza Especial de Respuesta Rápida (SOBR) y otra fuerza paramilitar de control de disturbios conocida como OMON, participaron en la ocupación militar de Bucha y aldeas cercanas.
El 3 de abril de 2022, Aleksey Arestovich, asesor del jefe del Departamento de Policía de Ucrania, publicó una lista de unidades del ejército ruso cuyos militares pueden estar involucrados en la comisión de crímenes de guerra contra civiles en Bucha, Hostómel e Irpín. Dicha lista también menciona 141 regimientos motorizados especiales que llevan el nombre de Akhmat-Khadzhi Kadyrovtsy. En total, se dio a conocer los nombres de 13 divisiones rusas:
- 64.ª Brigada de Fusileros Motorizada del 35.º Ejército del Distrito Militar del Este;
- 5.ª Brigada de tanques del 36.º Ejército del Distrito Militar del Este;
- 331.º Regimiento Aerotransportado de la 98.ª División Aerotransportada;
- 137.º Regimiento Aerotransportado de la 106.º División Aerotransportada;
- 104.º y 234.º Regimientos de Asalto Aéreo de la 76 División de Asalto Aéreo;
- 14.ª y 45.ª Brigadas para Propósitos Especiales;
- 63.º Escuadrón móvil para Propósitos Especiales de la Guardia Rusa;
- 155.ª Brigada de Infantería Naval de la Flota del Pacífico;
- 74.ª Brigada de Fusileros Motorizada del Distrito Militar Central;
- 31.ª Brigada de Asalto Aéreo de Guardias Separados;
- 141.º Regimiento Especial Motorizado Kadyrovtsy.

Según conversaciones entre soldados rusos interceptadas por el Bundesnachrichtendienst (servicio secreto alemán o BND), los asesinatos de civiles formaban parte de la estrategia de guerra. El BND informó al Parlamento de Alemania de estas grabaciones como parte de la batería de pruebas de que las fuerzas rusas que ocuparon Bucha perpetraron la masacre.

## Respuesta rusa
El gobierno ruso negó reiteradamente la autoría de la masacre por parte de su ejército. El Ministerio de Defensa ruso denunció que «Todas las fotos y videos publicados por el régimen de Kiev que supuestamente atestiguan algunos “crímenes” cometidos por militares rusos en la ciudad de Bucha, en la región de Kiev, “son un montaje más”». El portavoz del gobierno, Dmitri Peskov, rechazó las acusaciones y mencionó que los expertos del ministerio de Defensa ruso hallaron «falsificaciones de los videos y de “fakes” en las imágenes presentadas por las autoridades ucranianas». Rusia solicitó una reunión del Consejo de Seguridad de las Naciones Unidas para debatir lo ocurrido. Rusia también difundió un vídeo donde, según el Kremlin, se podía apreciar a un cadáver supuestamente moverse, aunque esto fue rápidamente considerado falso, luego de que investigaciones de sitios web de verificación de hechos determinaron que se trataba de un cadáver reflejado en el espejo retrovisor de un coche. También compartieron vídeos que mostraba a fuerzas ucranianas revisando los cadáveres en busca de explosivos y un vídeo grabado en Rusia que mostraba a soldados colocando un maniquí en el suelo afirmando falsamente que estaban colocando los cadáveres para falsear la masacre.

## Investigaciones

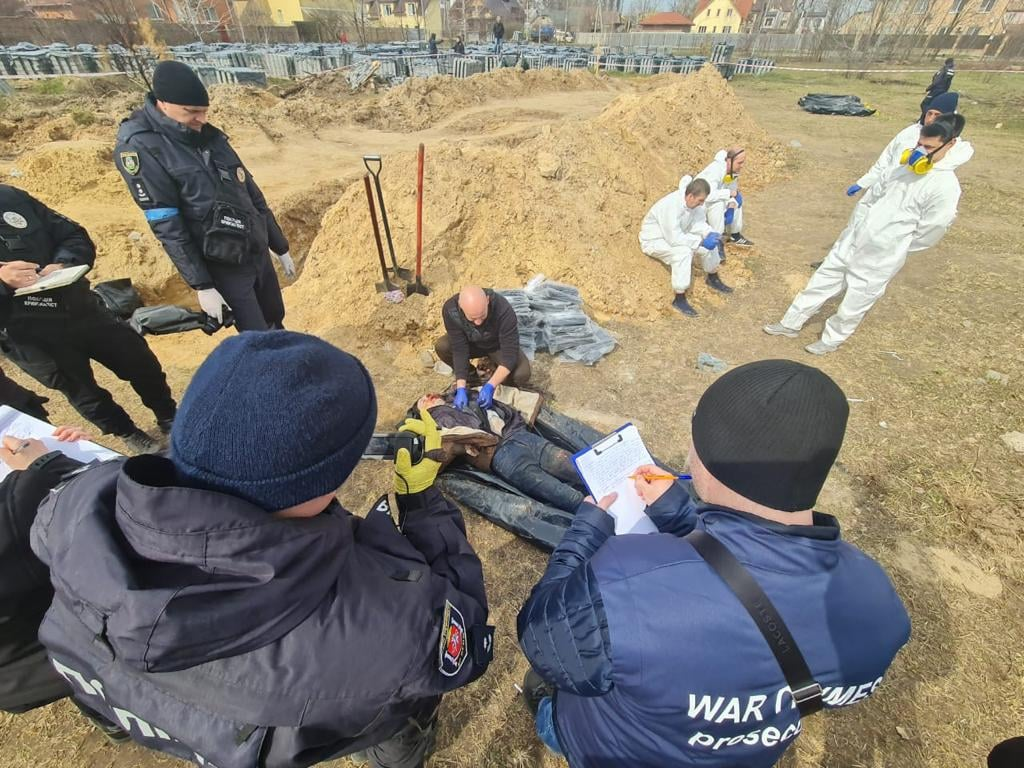
La policía ucraniana está recuperando los cuerpos de las víctimas de una fosa común. (8 de abril de 2022)

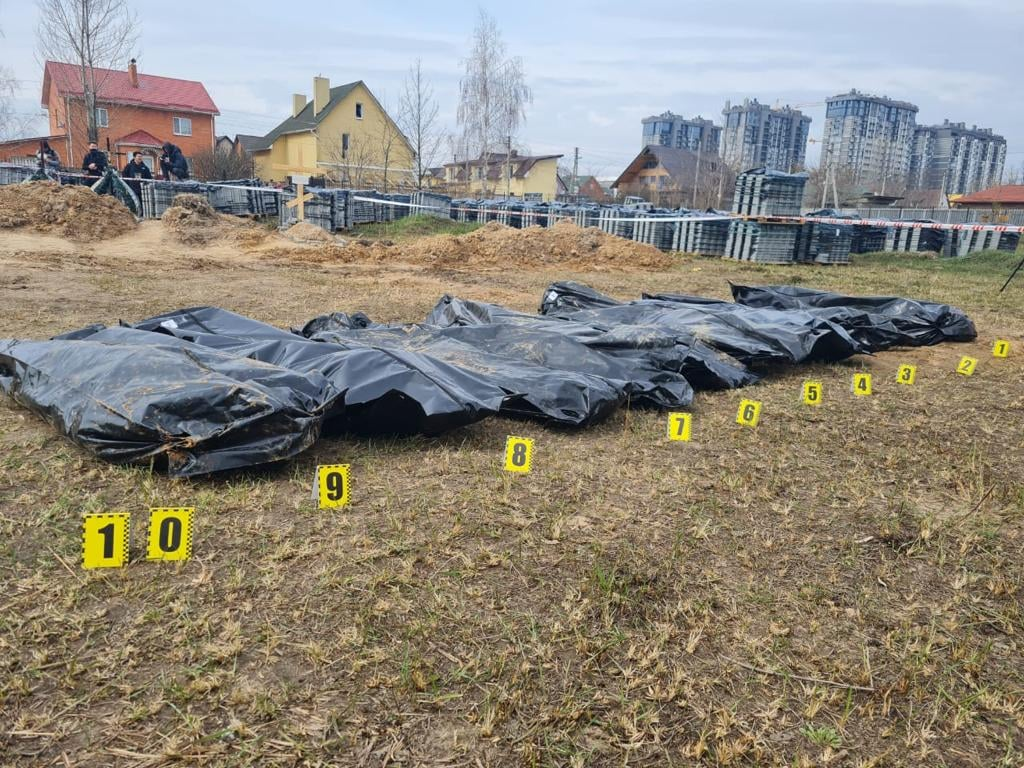
Bolsas con cadáveres de civiles exhumados en Bucha después de la ocupación rusa de la ciudad. (8 de abril de 2022)

### Nacionales
La Policía Nacional de Ucrania abrió investigaciones sobre los hechos ocurridos en Bucha y alrededores.El 4 de abril, el Departamento Principal de Inteligencia del Ministerio de Defensa de Ucrania hizo públicos los datos de más de 1.600 soldados rusos pertenecientes a la 64.ª Brigada de Fusileros Motorizada del 35 ° Ejército de Armas Combinadas
del Distrito Militar Este, que habían estado en la zona de Bucha. Dicha brigada se retiró de Ucrania a Bielorrusia. El 7 de abril, la inteligencia ucraniana publicó en su sitio web gubernamental una lista de los soldados del 748.º Batallón Independiente de la Guardia Nacional de Rusia supuestamente involucrados en los crímenes en la región de Kiev.

### Internacionales
El Ministerio de Relaciones Exteriores de Ucrania solicitó a la Corte Penal Internacional en Ucrania que enviase investigadores a Bucha y otras áreas liberadas de la región de Kiev. El ministro de Relaciones Exteriores, Dmytro Kuleba, también pidió a otros grupos internacionales que reuniesen pruebas.
El 4 de abril, Ursula von der Leyen mantuvo una conversación telefónica con Volodímir Zelenski y anunció que la Unión Europea podría enviar equipos de investigación a Ucrania para cooperar con la fiscalía ucraniana y brindar apoyo financiero y técnico durante la investigación.
El 4 de abril, la Fiscalía Nacional de Polonia ofreció apoyo a la parte ucraniana y envió una declaración sobre este asunto a los fiscales de la Corte Penal Internacional en La Haya.
El 5 de abril, durante una sesión especial del Consejo de Seguridad de la ONU, Zelenski informó sobre los hallazgos de la parte ucraniana sobre los hechos ocurridos en Bucha hasta la fecha, y el Secretario General de las Naciones Unidas, António Guterres, autorizó una investigación sobre el asunto.La investigación publicó sus resultados en diciembre de 2022, documentando el asesinato de 73 civiles en Bucha.
El 6 de abril, el fiscal general de los Estados Unidos, Merrick Garland, anunció que el Departamento de Justicia de los Estados Unidos se uniría a un grupo internacional para investigar los crímenes de guerra en Ucrania.
El 7 de abril, la inteligencia de Alemania (país aliado de Ucrania) publicó grabaciones de voz de soldados rusos discutiendo la tortura y asesinato de civiles ucranianos.
Amnistía Internacional llevó a cabo una investigación independiente que documentó 22 casos de ejecuciones extrajudiciales en Bucha por parte de los rusos.

## Reacciones

### Organizaciones
- Unión Europea: 
  - Charles Michel, presidente del Consejo Europeo dijo: «Conmocionado por las imágenes inquietantes de las atrocidades cometidas por un ejército ruso en la región liberada de Kiev. La UE está ayudando a Ucrania y las ONG a recopilar las pruebas necesarias para su persecución en los tribunales internacionales. Más sanciones y apoyo de la UE están en camino»[96]
  - Ursula von der Leyen, presidenta de la Comisión Europea, afirmó: «Consternada por los informes de horrores indescriptibles en áreas de las que Rusia se está retirando. Se necesita con urgencia una investigación independiente. Los perpetradores de crímenes de guerra serán responsabilizados».[97]
  - Roberta Metsola, presidenta del Parlamento Europeo: «Preocupada por las atrocidades del ejército ruso en Bucha y otras áreas liberadas. Esta es la fría realidad de los crímenes de guerra de Putin. El mundo debe ser consciente de lo que está sucediendo. Deben imponerse sanciones más duras. Los perpetradores y sus comandantes deben ser llevados ante la justicia».
  - Josep Borrell, AR y vicepresidente de la Comisión Europea: «Felicito a Ucrania por la liberación de la mayoría de la región de Kiev. Estoy sorprendido por las noticias de atrocidades cometidas por las fuerzas rusas. La UE apoya a Ucrania en documentar crímenes de guerra. Todos los casos deben resolverse, a saber, la Corte Internacional de Justicia. La UE continuará el fuerte apoyo a Ucrania»[98]

- Organización del Tratado del Atlántico Norte: El secretario general de la OTAN, Jens Stoltenberg, dijo en una entrevista con CNN que «Es horrible y es absolutamente inaceptable que los civiles sean atacados y asesinados».[99]

- Organización de las Naciones Unidas: El secretario general de la ONU, António Guterres, afirmó: «Estoy profundamente conmocionado por las imágenes de civiles asesinados en Bucha, Ucrania. Es esencial que una investigación independiente conduzca a una rendición de cuentas efectiva».

### Estados
- Ucrania: El gobierno ucraniano denunció la situación como el asesinato de civiles inocentes, y señaló que todos los muertos estaban desarmados. También, añadieron que se estaba recopilando evidencia de crímenes de guerra para incluirla en la evidencia de la masacre en Bucha. La masacre de Bucha fue calificada como genocidio por el gobierno ucraniano.

- Reino Unido: La canciller Liz Truss dijo que estaba «horrorizada por las atrocidades en Bucha y otras ciudades de Ucrania» y que «los informes de las fuerzas rusas atacando a civiles inocentes son abominables». También comentó que los responsables «rendirán cuentas».

- Estados Unidos: Mientras que el Gobierno de los Estados Unidos descartó inicialmente la calificación de genocidio para estos hechos,[100] el día 13 del mismo mes Joe Biden llamó a Putin "criminal de guerra", y que las atrocidades que se están descubriendo en Ucrania califican como genocidio, manifestando que «lo llamé genocidio porque cada vez está más claro que el presidente ruso Vladimir Putin está tratando de eliminar incluso la posibilidad de ser ucraniano. Las pruebas son cada vez más numerosas».[101] El secretario de Estado de los Estados Unidos Antony Blinken describe las imágenes de civiles muertos en Bucha como un «puñetazo en el estómago» y ha acusado a las Fuerzas Armadas de Rusia de cometer actos de brutalidad durante la Invasión y ha expresado su conmoción por las imágenes de civiles muertos en pueblos y localidades próximas a Kiev, de las que Rusia se ha retirado en los últimos días.[102][103]

- México: El canciller, Marcelo Ebrard, junto con el embajador mexicano Juan Ramón de la Fuente, condenaron las «atrocidades» cometidas en la ciudad ucraniana de Bucha y dijeron que «nada justifica lo ocurrido».[104]

- India: El primer ministro, Narendra Modi, condenó expresamente los hechos en conversación telefónica con su homólogo estadounidense Joe Biden. El Gobierno indio había condenado «enérgicamente» la masacre, aunque sin mencionar a Rusia, y se mostró «profundamente» preocupado tras difundirse las imágenes.[105]

## Consecuencias
Las noticias sobre la masacre de Bucha no interrumpieron las negociaciones de paz entre Rusia y Ucrania que se estaban desarrollando en ese momento y se prolongaron durante dos semanas más. Sí fueron, sin embargo, un factor que contribuyó a la imposición el 8 de abril de 2022 del quinto paquete de sanciones económicas a Rusia por parte de la Unión Europea, las cuales prohibieron entre otras actividades la importación de carbón ruso y la entrada de buques rusos a puertos europeos. Además, el sexto paquete de dichas sanciones, acordado a finales de mayo, afectó explícitamente a individuos sospechosos de ser responsables de la masacre de Bucha.